# Linea Donghae Nambu
La linea Donghae-Nambu, (in coreano, 동해남부선, 東海南部線) è una ferrovia della Corea del Sud che collega la città di Busan a quella di Pohang, nel sudest del paese. Il nome della linea significa "parte meridionale della linea del mar orientale" (quest'ultimo è per i coreani il Mar del Giappone).

## Storia
Il 31 ottobre 1918 l'estensione della linea Daegu raggiunse la città di Pohang. La sezione da Gyeongju a Pohang sarebbe diventata la sezione più vecchia della futura linea Donghae Nambu. Il 25 ottobre 1921 venne aperta una diramazione della linea Daegu, da Gyeongju a Ulsan. Il 16 dicembre 1935 finalmente Busan e Ulsan erano collegate. La nuova linea e le due vecchie sezioni vennero combinate nella nuova linea Donghae Nambu, che iniziava ufficialmente dalla stazione di Busanjin e dopo 145,8 km di percorso arrivava a Pohang.

### Potenziamento della linea
Sono in corso i lavori per il potenziamento della linea, con il raddoppio dei binari e l'elettrificazione. 
La pianificazione dell'intervento iniziò nel 1990, con lo scopo di migliorare il traffico dei treni passeggeri. Nel 2003 sono iniziati i lavori. Per migliorare la velocità della linea, verranno riallineati 72,1 km di percorso con diversi tunnel. I lavori sono finanziati dalla Korea Rail Network Authority e le città di Busan e Ulsan. All'anno 2010 i lavori sono arrivati al 32%, con un costo di 2.268,9 miliardi di won. Si è inoltre proposto di collegare in sotterraneo la sezione fra la stazione di Bujeon con la stazione di Busan.
Il 1º settembre 2010 il governo coreano ha annunciato un piano strategico per ridurre i tempi di viaggio da Seul al 95% del territorio coreano sotto le 2 ore entro il 2020. Facendo parte del piano, anche la linea Donghae-Nambu sarà atta a sostenere velocità di 230 km/h .

### Lavori fra Ulsan, Gyeongju e Pohang
Fra le tre città la ferrovia sarà completamente ricostruita su un nuovo percorso, in modo che intercetti la linea KTX Gyeongbu presso la stazione di Sin-Gyeongju, dove sarà possibile accedere ai servizi di alta velocità. Nel 2003 fu preparato per la sezione un piano di fattibilità , e nel maggio 2007 il governo annunciò di voler iniziare la costruzione a partire dal 2008 al 2011. Il 23 aprile 2009 il progetto venne approvato e si diede inizio ai lavori. La sezione di 76,56 km si prevede aprirà nel dicembre 2014, con un budget di 2.328,899 miliardi di won.

## Servizi
Al momento il collegamento più veloce fra Busan e Ulsan richiede 1 ora e 25 minuti, e per arrivare a Pohang servono 2 ore e 40 minuti. 
Quando la linea sarà completata ed elettrificata, verrà usata soprattutto per il servizio ferroviario metropolitano, e i tempi di collegamento diminuiranno.

### Servizio metropolitano di Busan

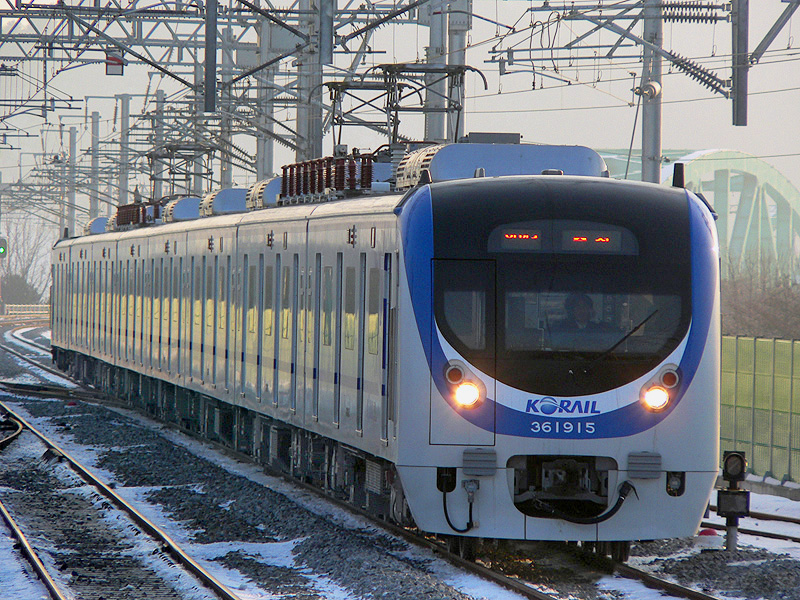
Treno della serie 361000 ripreso nella stagione invernale

Il servizio metropolitano di Busan offrirà collegamenti cadenzati e frequenti per agevolare i pendolari provenienti da Ulsan. La linea disporrà di 23 stazioni. Si prevede che il tempo di percorrenza per i treni locali, fermanti a tutte le stazioni, sarà di 87 minuti. 
| Nome stazione Alfabeto, Hangŭl, Hanja | Nome stazione Alfabeto, Hangŭl, Hanja | Nome stazione Alfabeto, Hangŭl, Hanja | Distanza interstazione | Distanza totale | Collegamenti                                                        | Posizione | Posizione   | Posizione |
| ------------------------------------- | ------------------------------------- | ------------------------------------- | ---------------------- | --------------- | ------------------------------------------------------------------- | --------- | ----------- | --------- |
| Bujeon                                | 부전                                  | 釜田                                  | 0.0                    | 0.0             | ■ Linea Bujeon ● Linea 1                                            | Busan     | Busanjin-gu |           |
| Geoje                                 | 거제                                  | 巨堤                                  |                        |                 |                                                                     | Busan     | Yeonje-gu   |           |
| Nammungu                              | 남문구                                | 南門口                                |                        |                 | ● Linea 3                                                           | Busan     | Yeonje-gu   |           |
| Gyodaeap(nuova)                       | 교대앞                                | 敎大앞                                |                        |                 | ● Linea 1                                                           | Busan     | Yeonje-gu   |           |
| Dongnae                               | 동래                                  | 東莱                                  |                        |                 | ● Linea 4                                                           | Busan     | Dongnae-gu  |           |
| Allak                                 | 안락                                  | 安樂                                  |                        |                 |                                                                     | Busan     | Dongnae-gu  |           |
| Wondong (nuova)                       | 원동                                  |                                       |                        |                 |                                                                     | Busan     | Dongnae-gu  |           |
| Jaesong                               | 재송                                  | 栽松                                  |                        |                 |                                                                     | Busan     | Haeundae-gu |           |
| Suyeong                               | 수영                                  | 水營                                  |                        |                 |                                                                     | Busan     | Haeundae-gu |           |
| Udong (nuova)                         | 우동                                  |                                       |                        |                 | ● Linea 2                                                           | Busan     | Haeundae-gu |           |
| Haeundae (nuova)                      | 해운대                                | 海雲台                                |                        |                 |                                                                     | Busan     | Haeundae-gu |           |
| Songjeong                             | 송정                                  | 松亭                                  |                        |                 | ● Linea 2                                                           | Busan     | Haeundae-gu |           |
| Gijang                                | 기장                                  | 機張                                  |                        |                 |                                                                     | Busan     | Gijang-gun  |           |
| Gyori (nuova)                         | 교리                                  |                                       |                        |                 |                                                                     | Busan     | Gijang-gun  |           |
| Ilgwang                               | 일광                                  | 日光                                  |                        |                 |                                                                     | Busan     | Gijang-gun  |           |
| Jwacheon                              | 좌천                                  | 佐川                                  |                        |                 |                                                                     | Busan     | Gijang-gun  |           |
| Wollae                                | 월내                                  | 月内                                  |                        |                 |                                                                     | Busan     | Gijang-gun  |           |
| Seosaeng                              | 서생                                  | 西生                                  |                        |                 |                                                                     | Ulsan     | Ulju-gun    |           |
| Namchang                              | 남창                                  | 南倉                                  |                        |                 | ■ Linea Onsan                                                       | Ulsan     | Ulju-gun    |           |
| Mang'yang (nuova)                     | 망양                                  |                                       |                        |                 |                                                                     | Ulsan     | Ulju-gun    |           |
| Deokha                                | 덕하                                  | 徳下                                  |                        |                 |                                                                     | Ulsan     | Ulju-gun    |           |
| Seonam                                | 선암                                  | 仙岩                                  |                        |                 |                                                                     | Ulsan     | Nam-gu      |           |
| Taehwagang                            | 태화강                                | 太和江                                |                        |                 | ■ Linea Jangsaengpo ■ Linea Ulsanhang ● Linea 1 Ulsan (in progetto) | Ulsan     | Nam-gu      |           |